# Vierge de Philerme

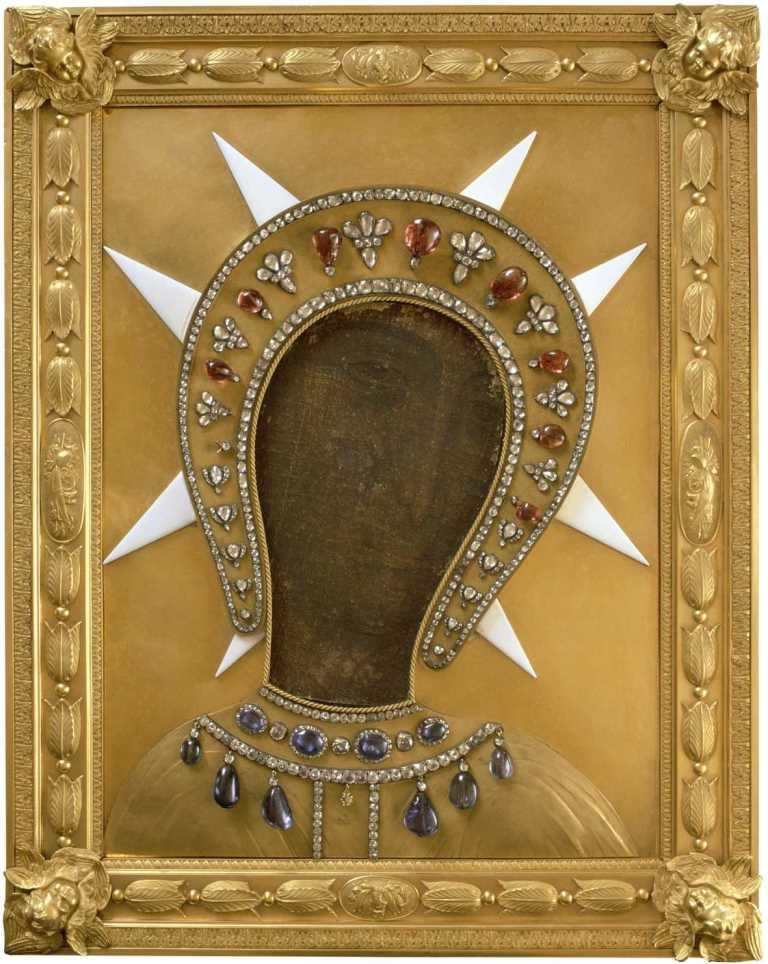
Icône de la Vierge de Philerme.

La Vierge de Philerme est une icône certainement d'origine byzantine, actuellement exposée au Musée d'Art et d'Histoire de Cetinje. Elle est séparée d'un morceau de la Vraie Croix et de la relique de la main de saint Jean Baptiste qui demeurent au monastère de Cetinje au Monténégro.
Les Hospitaliers ont découvert la Théotokos Filerimou (en français « la Mère de Dieu de Phileremos ») lors de leur conquête de l'île en 1306/1310. Elle tire son nom du sanctuaire sur le mont Phileremos (du grec « qui aime la solitude ») à Rhodes. Sa renommée est due aux miracles advenus par son intercession, principalement lors de l'attaque de Rhodes en 1480.
Quand les Hospitaliers furent chassés de Rhodes, ils purent partir avec armes et bagages, et entre autres la Vierge de Philerme. Pendant leur errance, elle était à mi-mat de la grande caraque, la Santa Maria. Elle trouva sa place dans l'église Saint-Laurent d'Il-Birgu à Malte, puis fut transférée dans l'église Notre-Dame-de-la-Victoire de La Valette, puis dans la co-cathédrale Saint-Jean, église conventuelle des Hospitaliers à La Valette.
Ferdinand von Hompesch put quitter Malte avec les reliques, la Vierge de Philerme, un morceau de la Vraie Croix et une relique de la « main de Jean Baptiste ». Elles furent remises par le bailli comte Litta à Paul Ier de Russie qui les mit dans le prieuré de Gatchina bâti dans les jardins de la résidence impériale de Gatchina près de Saint-Pétersbourg.
Elle survit à la Révolution bolchévique de 1917. En 1920, l'icône et les reliques se retrouvèrent dans les bagages de l'impératrice douairière, Maria Feodorovna qui les avait confiées à ses filles, les grandes duchesses Olga et Xenia Alexandrovna, qui les transmirent au président du synode des évêques orthodoxes russes en exil, l'archevêque Antoniye (ru).
Elles furent ensuite transférées à Belgrade, en avril 1932, où elles furent officiellement confiées à la garde d'Alexandre Ier de Yougoslavie. Elles furent conservées dans la chapelle néo-byzantine saint André-le-premier-appelé du palais royal de Dedinje jusqu'en 1941, date où l'on perd leur trace. L'annonce de leur localisation date de 1993, où elles sont rendues à la vue du public à Cetinje.

## Origine de la dévotion de Notre-Dame de Philerme

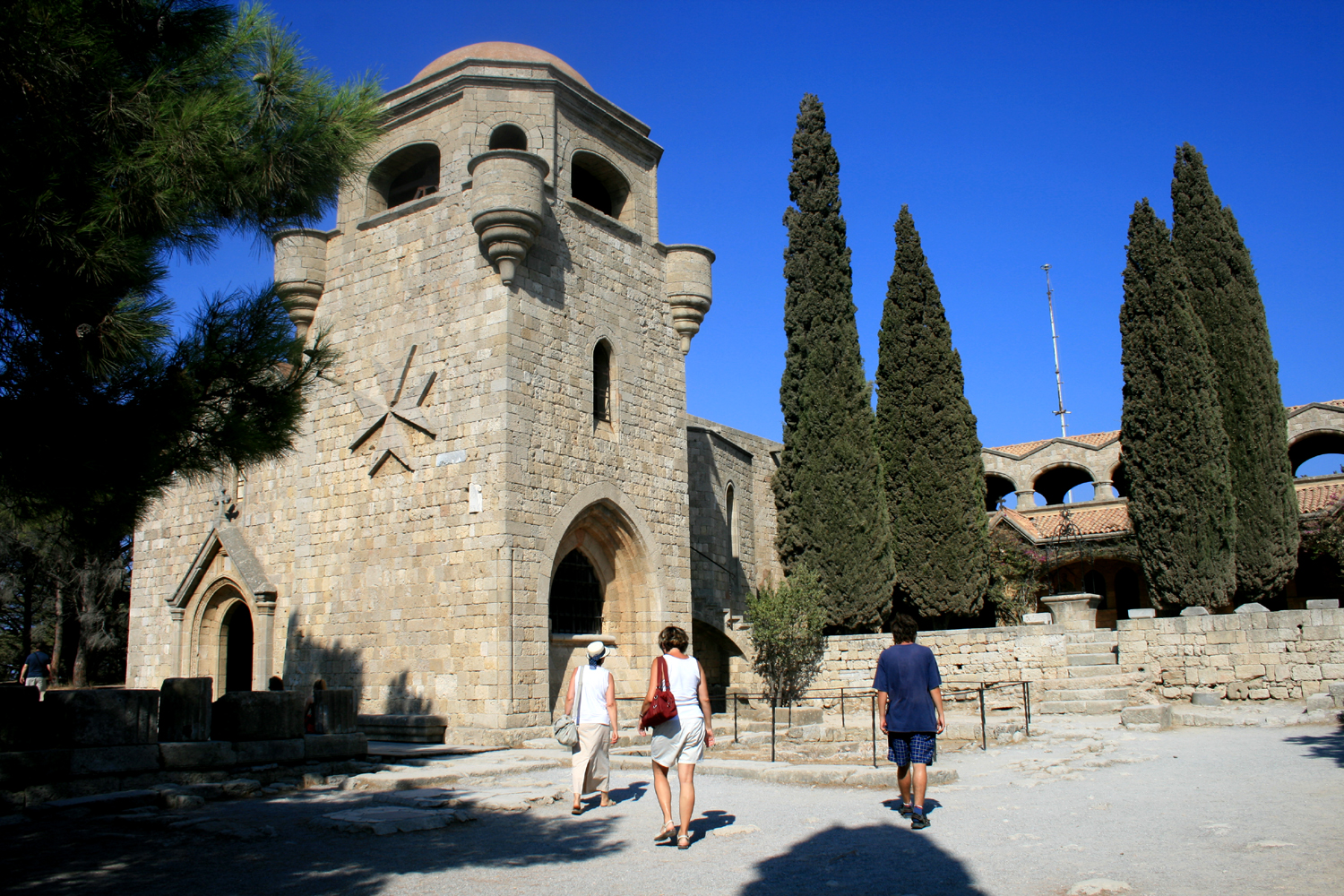
Monastère de Fileremos, Ialyssos, Île de Rhodes.

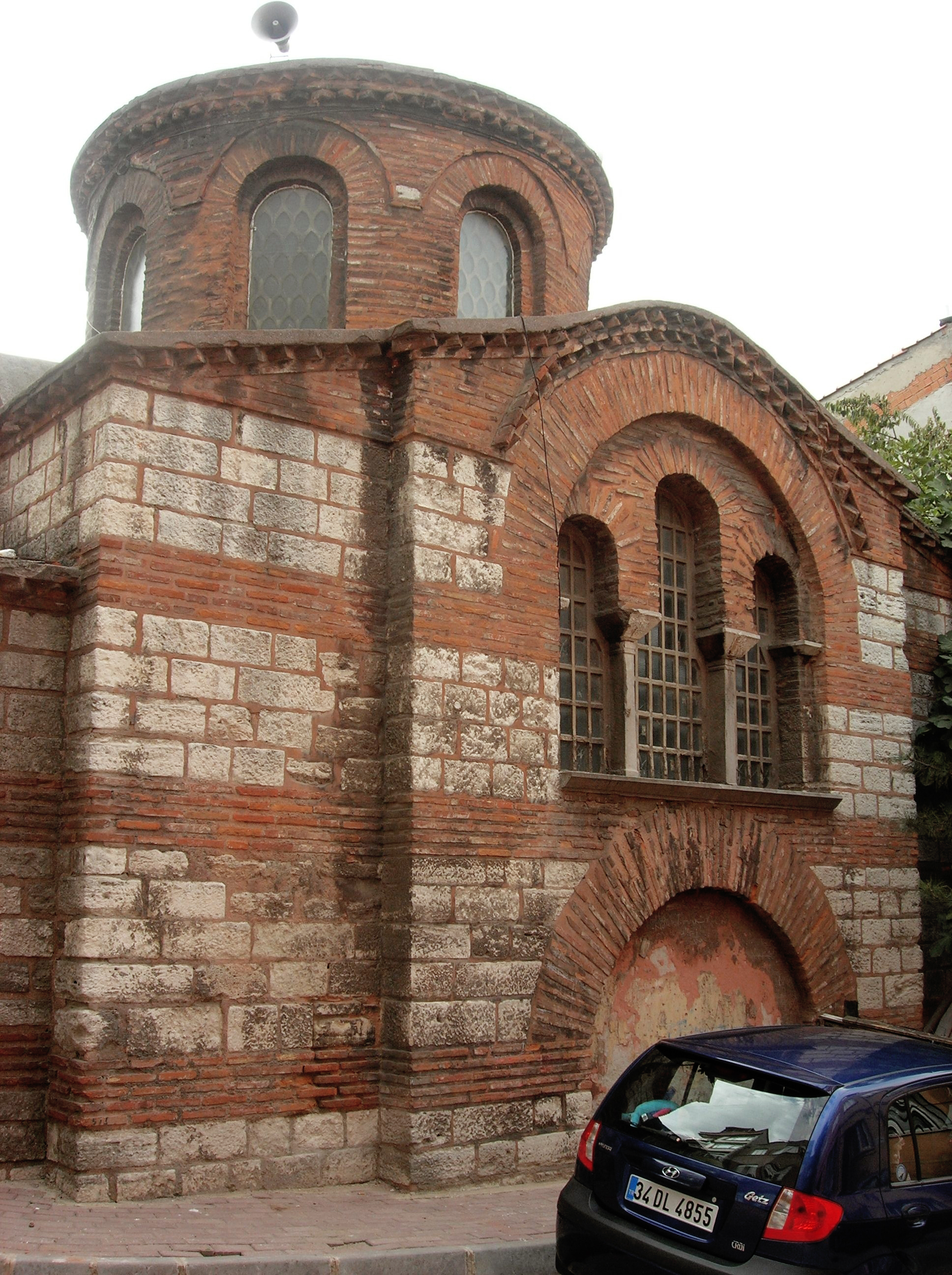
église du monastère Saint Jean-Baptiste-in-Trullo à Constantinople.

Selon la tradition grecque, l'icône a été peinte en l'an 46 après J. C. par l'apôtre saint Luc et donnée aux chrétiens d'Antioche. 
Plus tard, l'icône est transférée à Jérusalem. À la suite de son pèlerinage en Terre Sainte en 438, Eudoxie, épouse de l'empereur byzantin Théodose II, ramène l'icône à Constantinople, où elle est conservée dans l'église Sainte-Marie des Blachernes.
Après le Sac de Constantinople en 1204, les croisés transmettent l'icône aux Hospitaliers de Saint-Jean d'Acre.
À la suite du siège victorieux de la ville en 1291 par les mamelouks, mettant fin au royaume de Jérusalem, les chevaliers quittent la ville avec l'icône pour l'île de Crète, possession de la république de Venise. En 1309, les Chevaliers émigrent avec l'icône, de Chypre à Rhodes, au sud-ouest de la ville de Trianda et sur la colline nommée Ialyssos.
La tradition rapporte qu'un homme désespéré était monté sur la colline pour se suicider dans les ruines d'un temple phénicien à Phaéton, divinité du soleil (sous le nom de Ténagès, un des sept fils d'Hélios et de Rhodé selon Hellanicos). Notre-Dame lui apparait alors éblouissante de lumière et d'un doux sourire, le convainc de renoncer et d'entrer en pénitence.
Une chapelle dédiée à Notre-Dame est érigée en souvenir de l'événement sur les ruines du temple solaire.
Cette apparition eut lieu un 13 octobre, date de sa commémoration.
Sa dédicace est :
« Afflictis spes mea rebus »
« Dans mon malheur, vous êtes mon espérance »
Le même jour, on fête le Bienheureux Gérard, fondateur de l'Ordre de Malte et la dernière apparition de Notre-Dame de Fatima.
C'est dans cette chapelle que les chevaliers placent l'icône miraculeuse, selon certains issue du monastère Saint-Jean-Baptiste-in-Trullo à Constantinople.
« La Mère de Dieu de Phileremos », la Théotokos Filerimou, tire son nom du sanctuaire sur le mont Phileremos (du grec « qui aime la solitude ») à Rhodes. D'abord simple icône, elle va prendre de l'importance pour les Hospitaliers, quand, le 23 mai 1480, un flotte débarque à proximité de la ville de Rhodes une force considérable, peut être 70 000 hommes, et des bouches à feu. Le 27 juillet, un nouvel assaut s'empare de la muraille tenue par les troupes de la langue d'Italie, mais dans un ultime effort la contre-attaque du grand maître Pierre d'Aubusson réussit à les repousser. Cette victoire fut jugée tellement extraordinaire qu'on l'attribua à un miracle de la Vierge et du saint patron des Hospitaliers, Jean le Baptiste.

## La Mère de Dieu de Phileremos

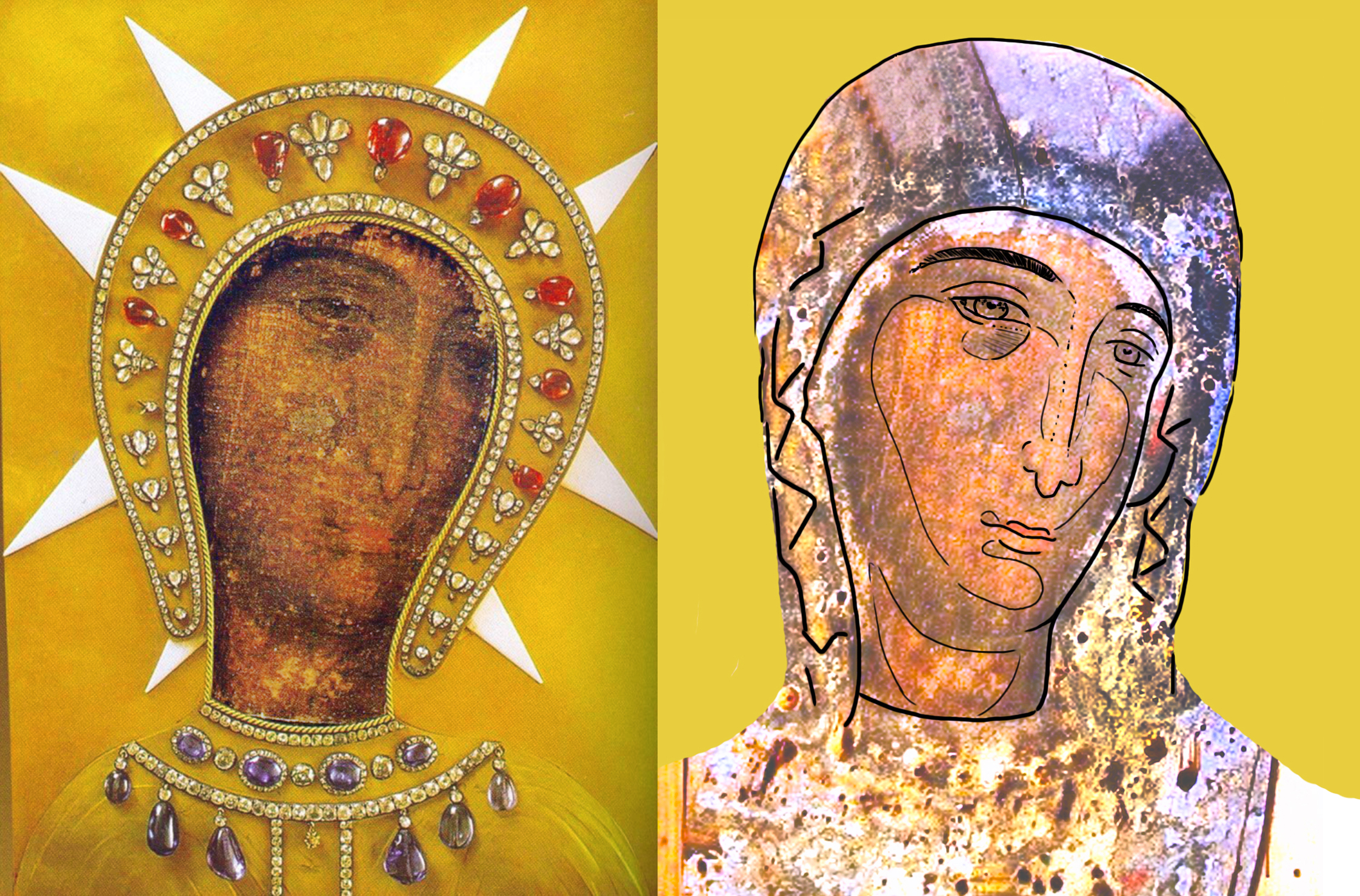
La Vierge de Philerme avec et sans sa riza protectrice. Sur ce qui reste de l'icône, on peut distinguer les contours du dessin initial qui sont ici décalqués.

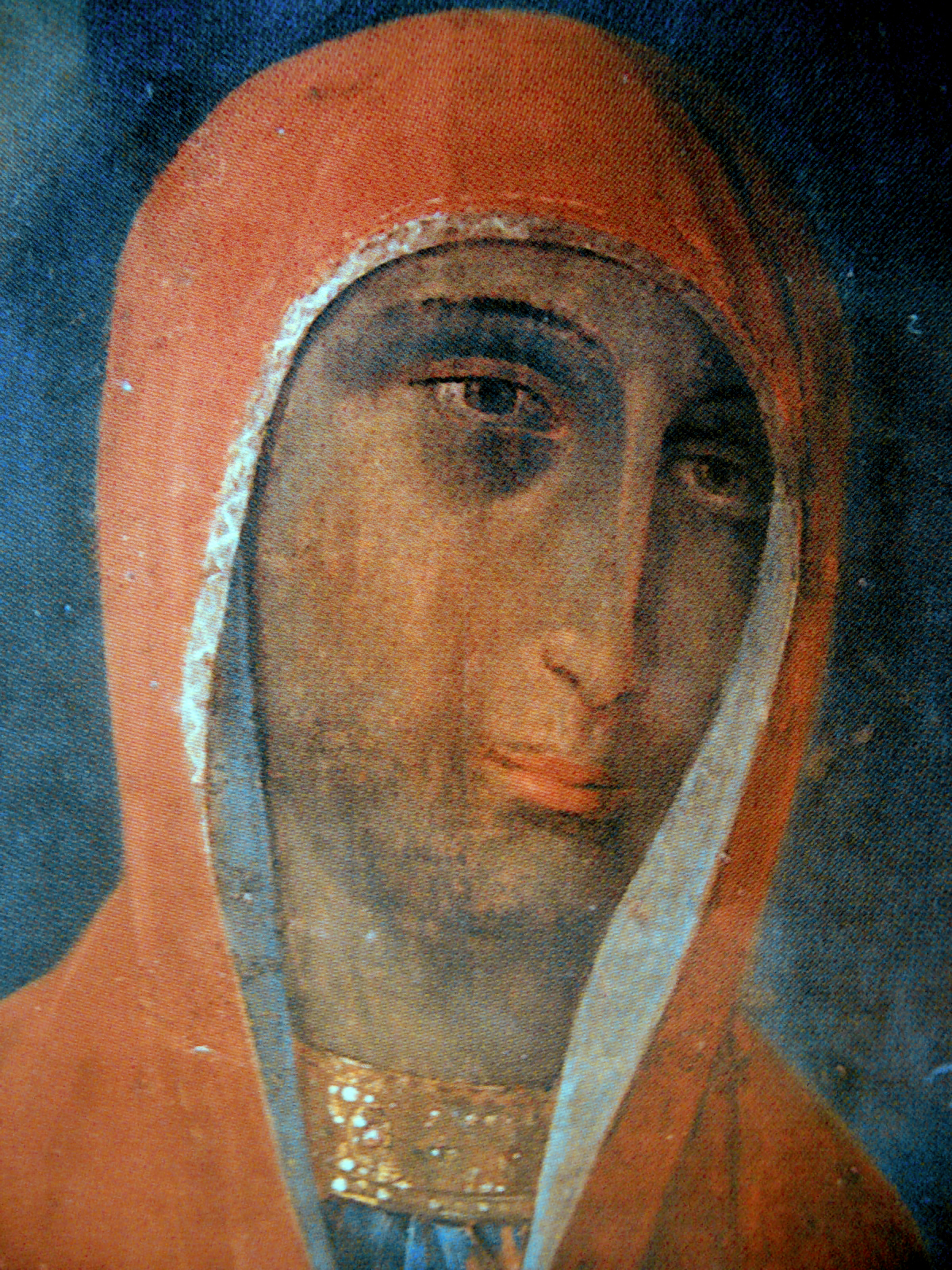
L'icône exposée en la Basilique Sainte-Marie-des-Anges d'Assise.

L'icône est une tempera sur bois, 44 × 36 cm, protégée par un panneau de cristal. Elle est traditionnellement attribuée à Luc l’Évangéliste. Elle était « ornée » d'une riza d'argent serties de perles et de pierres précieuses. L'image de la mère de Dieu ne représente que la tête de la Sainte Vierge. Son visage, vu de trois quarts, est légèrement penché vers la droite (vu de l'observateur) sur son épaule gauche. Elle a un visage ovale au très long nez dans le style byzantin. Elle a autour de la tête un diadème en forme de fer à cheval rehaussé de rubis et de diamants. Elle porte deux rangées de saphirs et de diamants autour du cou. Le nimbe est formé de la croix de Malte dont l'on voit les huit pointes.
Ferdinand von Hompesch est autorisé par le général Bonaparte à emmener en exil les reliques mais sans les reliquaires. Ainsi les pierres serties de la riza sont desserties et le reliquaire abritant la main de Jean le Baptiste est laissé à Malte aux mains des Français. Arrivés en Russie impériale, l'icône est recouverte d'une riza en or sertie de pierres précieuses ne laissant voir que le visage, telle qu'on la découvre aujourd'hui.
Le tsar Nicolas Ier commande une copie de l'icône pour être transportée dans les processions en lieu et place de l'original qui était dans un état précaire. Cette copie a survécu et est actuellement dans la basilique Sainte-Marie-des-Anges d'Assise

## De Rhodes à Malte

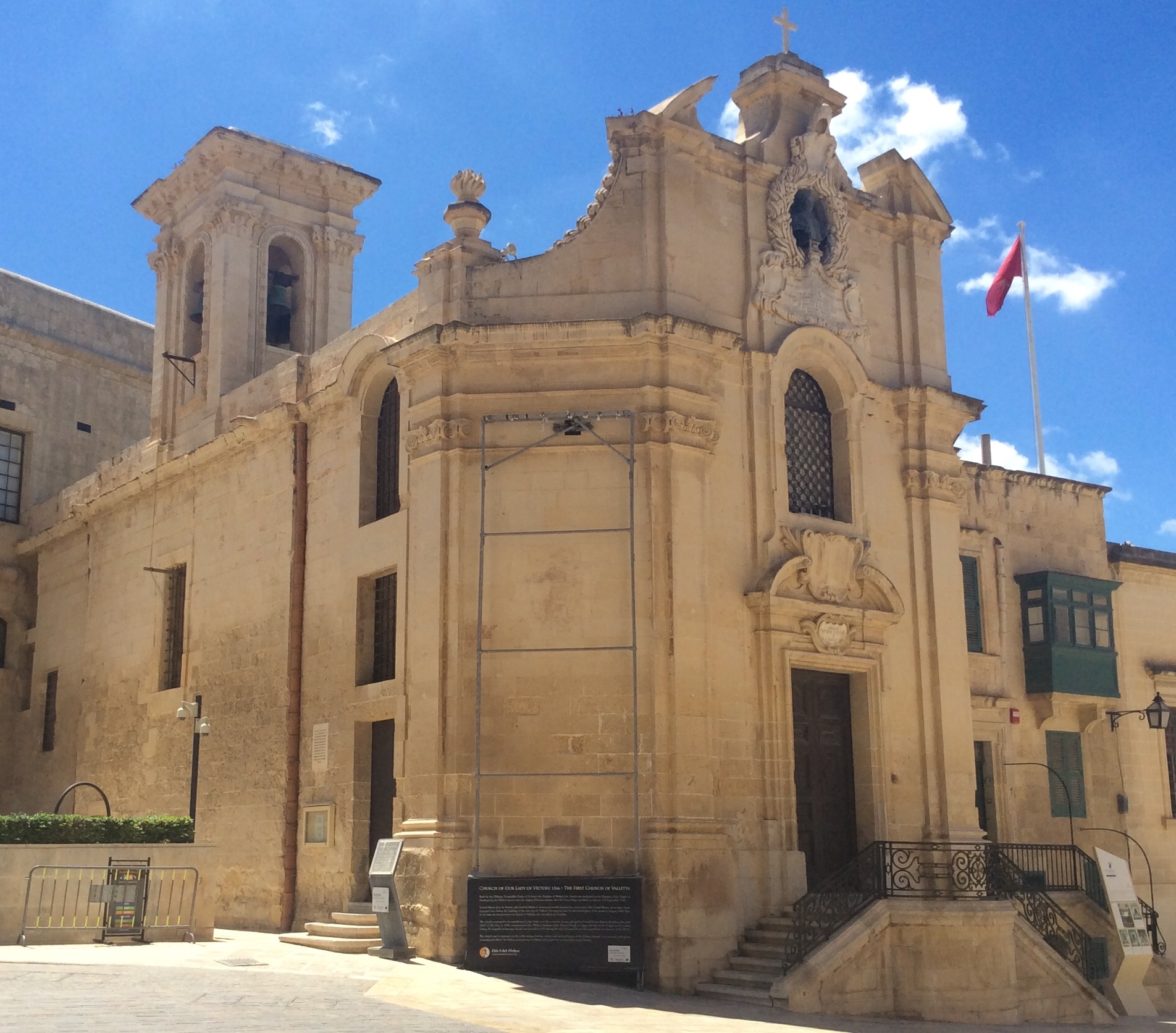
Église Notre-Dame-des-Victoires à La Valette.

Après la perte de Rhodes, l'icône a suivi les Hospitaliers pendant leurs sept ans d'exil entre 1524 et 1530. Elle était à bord de la grande caraque, la Santa Maria, pour protéger et guider leur exil, placée à mi-mat, elle servait de bannière au navire du grand maître Philippe de Villiers de L'Isle-Adam. Elle est momentanément vénérée dans la collégiale des Saints Faustin et Jovite à Viterbe.
À Malte, elle a été placée dans l'église Saint-Laurent d'Il-Birgu où elle a échappé à un incendie qui détruisit l'église en 1532. Après la construction de La Valette, elle fut transférée d'abord à l'église Notre-Dame-des-Victoires, puis à la co-cathédrale Saint-Jean, église conventuelle des chevaliers, quand une chapelle fut prête à la recevoir. 

## De Malte à la Russie impériale

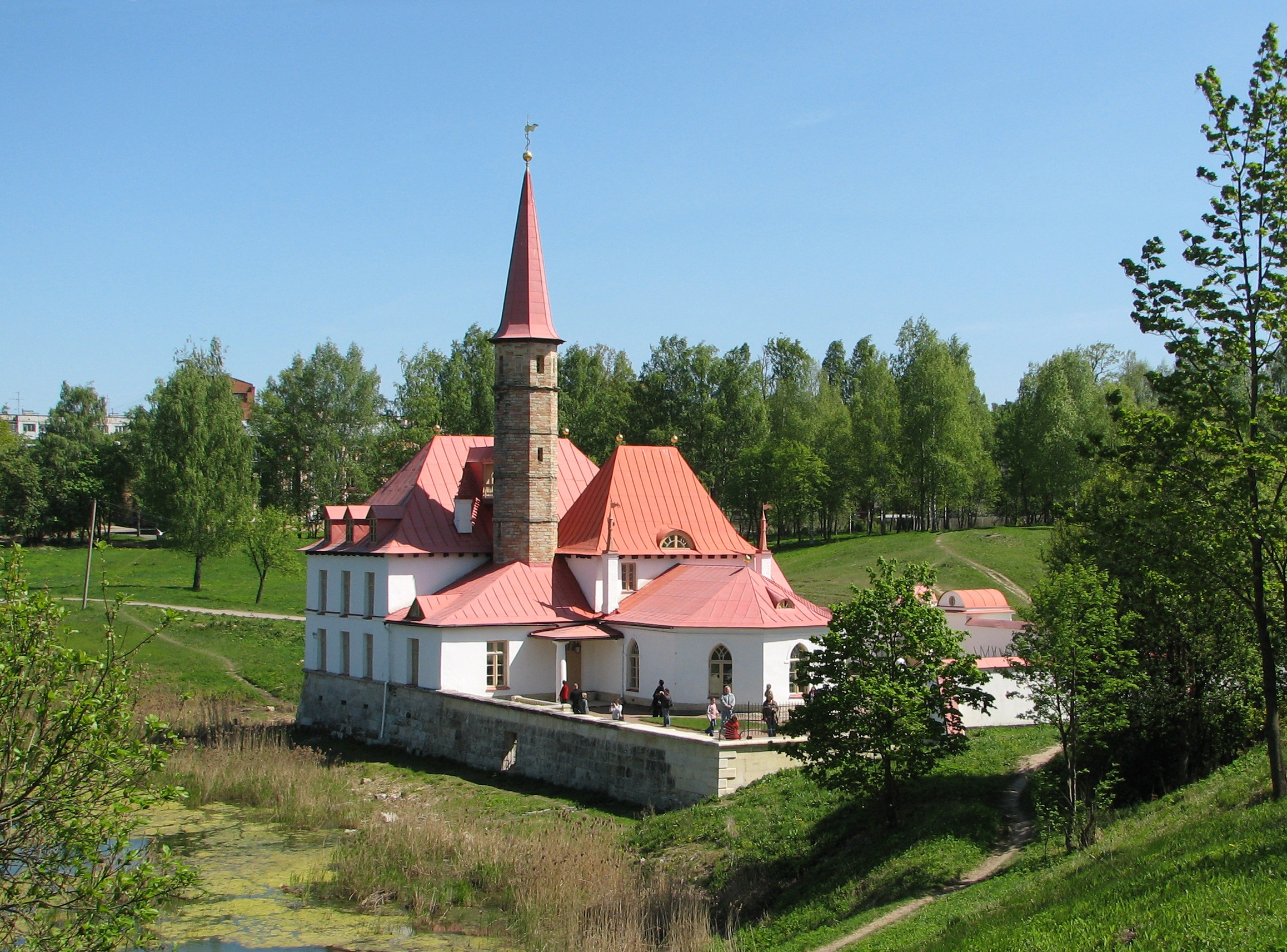
Le palais du Prieuré dans les jardins du palais de Gatchina.

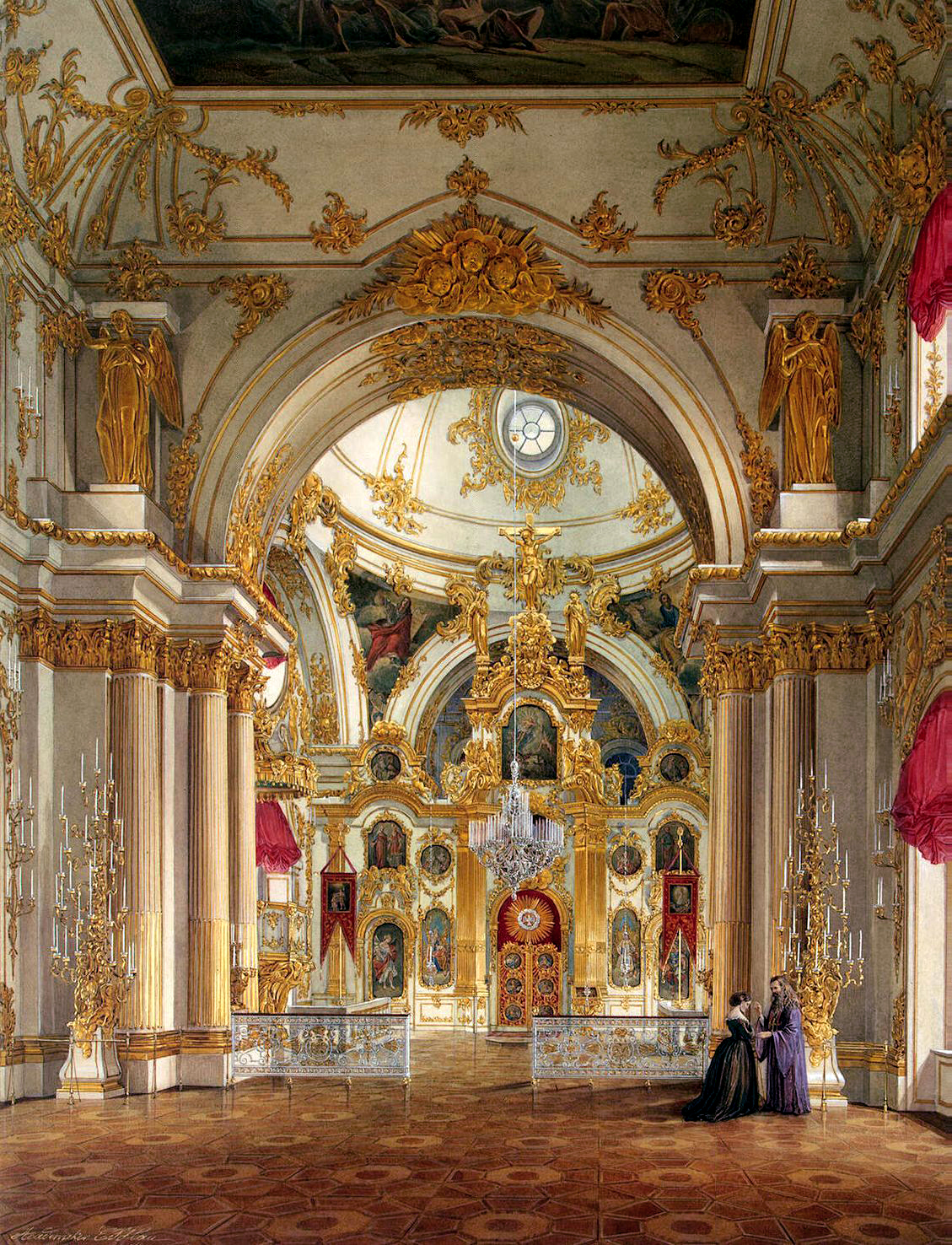
La cathédrale de la Sainte-Face du Sauveur au Palais d'Hiver en 1860.

Après la conquête napoléonienne de Malte en 1798, le grand maître Ferdinand von Hompesch est autorisé à sortir l'icône de l'île. Le 12 octobre 1799, après l'abdication de Hompesch, elle est présentée, avec les reliques de la « main de Jean-Baptiste » et un morceau de la « Vraie Croix », au tsar Paul Ier de Russie qui fait refaire la riza en or pour la Vierge et pour plus de 21 000 roubles les deux autres reliquaires. La présentation a été faite par le représentant de l'Ordre, le comte Litta, dans le prieuré de Gatchina. Le tsar avait offert le prieuré, dont les travaux avaient commencé à l'automne 1797, à l'ordre de Saint-Jean de Jérusalem le 23 août 1799.
Il avait, quant à lui, été élu grand maître par les chevaliers regroupés autour de lui. Bien que Paul Ier soit marié et de confession orthodoxe, ces évènements sans précédent dans l'histoire de l'Ordre amène le pape Pie VI à ne pas le reconnaître comme grand maître. Il a quand même été accepté dans l'espoir que son influence rende l'île de Malte aux Hospitaliers. 

## De la Russie impériale au Monténégro

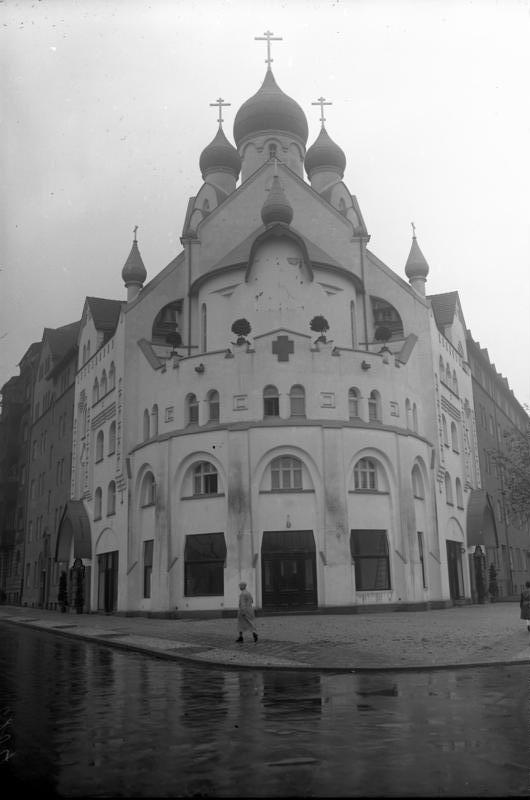
Ancienne église orthodoxe russe de la Résurrection du Christ de Berlin.

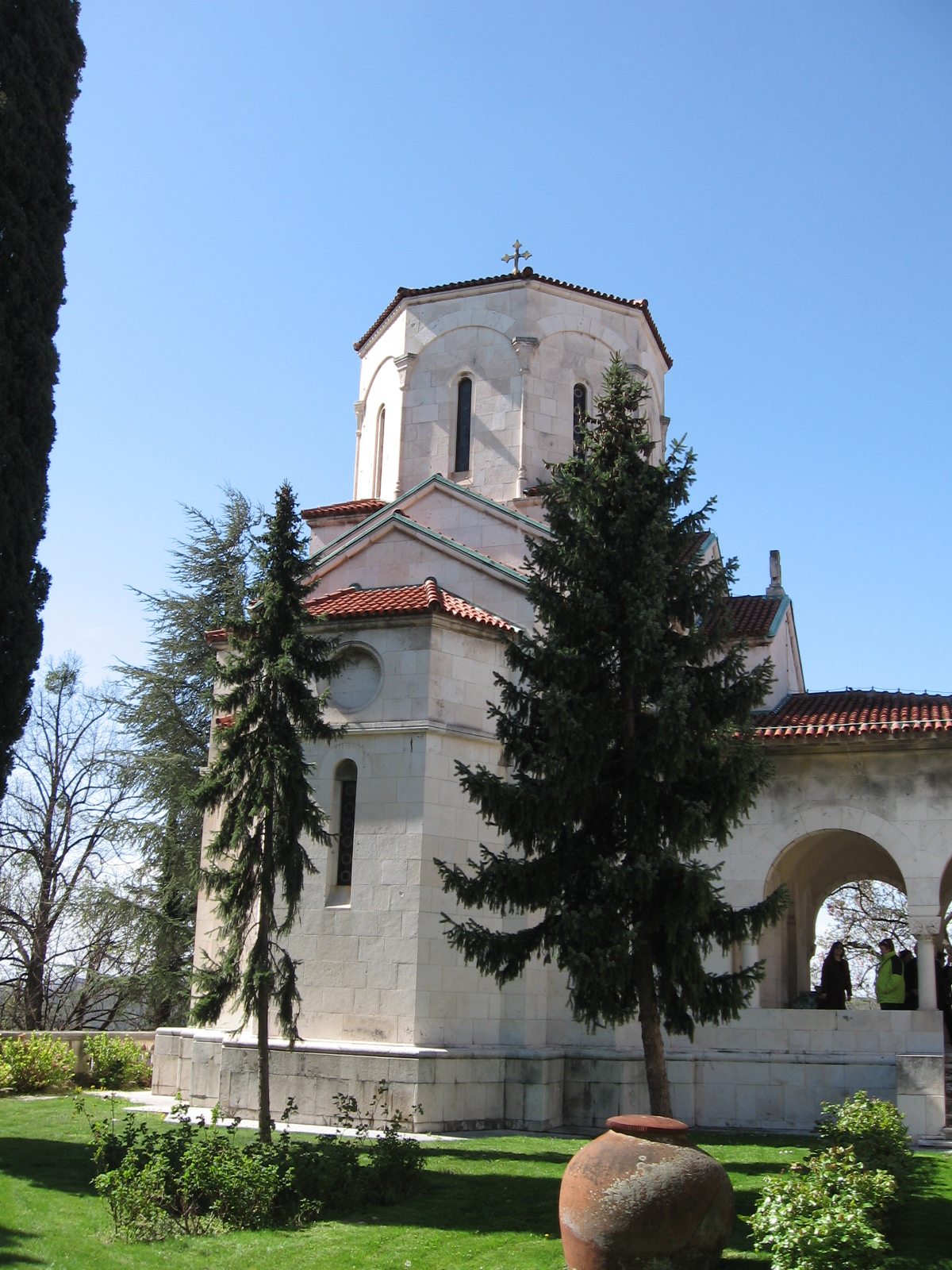
La chapelle royale de Dedinje.

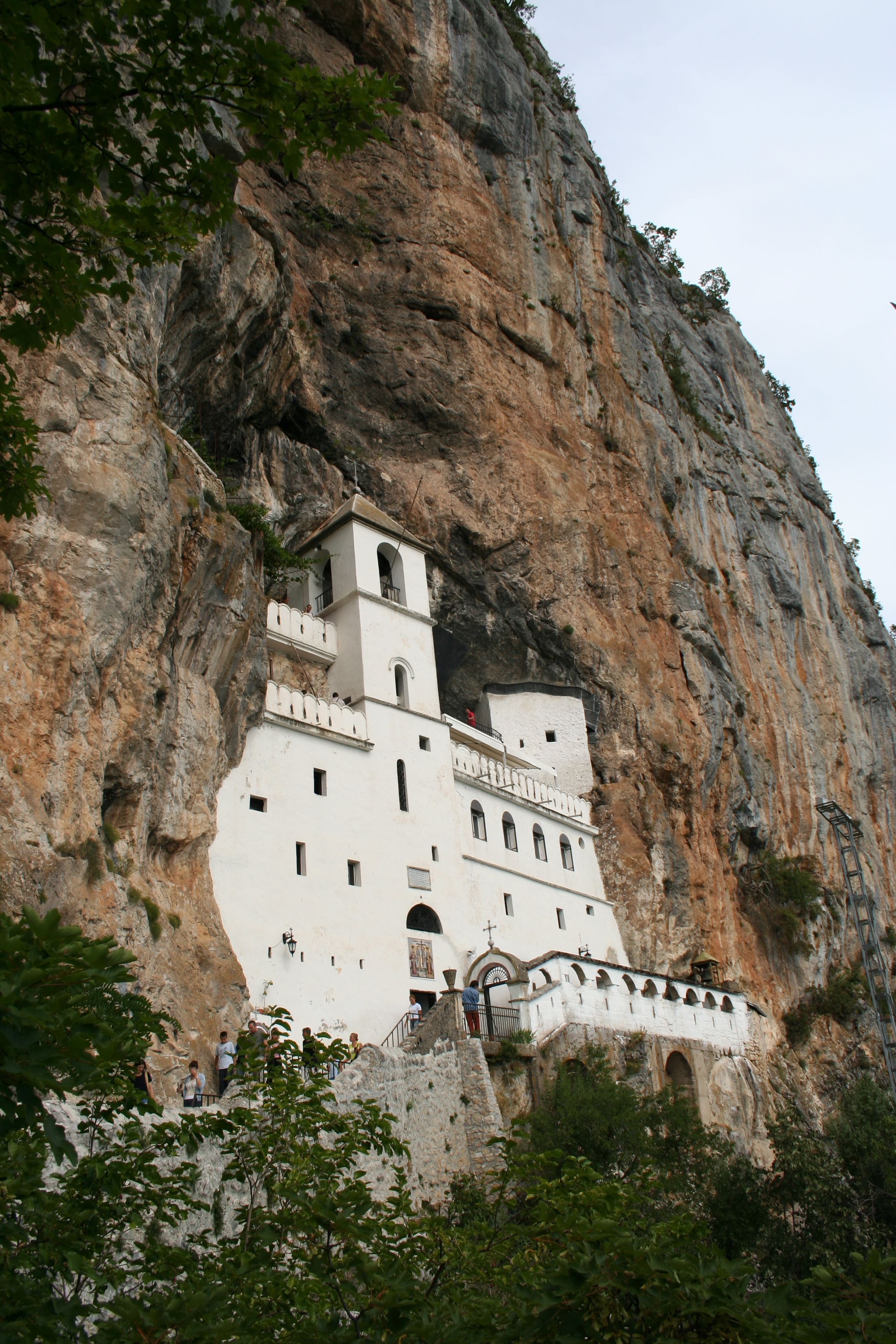
Monastère d'Ostrog, au Monténégro.

En 1920, après diverses péripéties, l'icône et les reliques se retrouvent dans les bagages de l'impératrice douairière, Maria Feodorovna, qui cherche asile dans son pays natal, le Danemark. À sa mort en 1928, les reliques sont héritées par ses filles, les grandes duchesses Olga et Xenia Alexandrovna, qui les transmettent au président du synode des évêques orthodoxes russes en exil, l'archevêque Antoniye (ru).
Elles sont placées dans l'église orthodoxe russe de la Résurrection du Christ (construite entre 1923 et 1928) à Berlin, mais, en 1929, elles sont transférées à Belgrade où, en avril 1932, elles sont officiellement consignées à la garde d'Alexandre Ier de Yougoslavie. Elles sont conservées dans la chapelle néo-byzantine Saint-André-le-Premier-Appelé du palais royal de Dedinje jusqu'en 1941 où, en raison de la menace de l'invasion nazie, elles sont, apparemment, envoyées au Monastère d'Ostrog, près de Nikšić, au Monténégro.
En 1951, un détachement des forces spéciales yougoslaves saisit l'ensemble des reliques et les met en dépôt au musée de Cetinje. En 1968, l'un des hommes des forces spéciales révèle secrètement au clergé serbe où se trouvent les reliques. Mais ce n'est qu'en 1993, que le lieu officiel est révélé lors de la visite au Monténégro du patriarche de Moscou, Alexis II.

## Sources
- Dominique Auzias et Jean-Paul Labourdette, Monténégro, Le Petit Futé, 2017, 288 p., La mystérieuse Notre-Dame-de-Philerme.
- Guy Sommi Picenardi, Itinéraire d'un chevalier de Saint-Jean de Jérusalem dans l'île de Rhodes, Lille, Desclée, de Brouwer et Cie, 1900.
- Jean-Bernard de Vaivre et Laurent Vissière, « Afin que vous entendez mon intencion des ystoires que je vueil, et des lieux où seront », Société de l'histoire et du patrimoine de l'ordre de Malte, no 27,‎ 2012, p. 4-106.
- Laurent Vissière, « Par les mots et par l'image. Le triomphe des chevaliers de Rhodes en 1480 », Les sièges de Rhodes de l'Antiquité à la période moderne,‎ 2010.